# Ordinary World
Ordinary World è un singolo del gruppo musicale britannico Duran Duran, pubblicato nel 1992 negli Stati Uniti e nel 1993 negli altri paesi per anticipare l'uscita di Duran Duran (The Wedding Album).

## Il brano
Nei primi anni novanta la popolarità della band era scemata: il loro precedente album Liberty e i due singoli estratti erano stati un fiasco commerciale sia in America che in Gran Bretagna, ma quando nell'autunno del 1992 la EMI distribuì Ordinary World a una radio della Florida l'interesse si riaccese improvvisamente. Il singolo ebbe tanto gradimento che la casa discografica dovette anticiparne l'uscita americana per dicembre.
Il singolo ottenne un grande successo nel Regno Unito e negli Stati Uniti, ed anche in Italia, dove raggiunse la seconda posizione della classifica settimanale e risultò il 10° singolo più venduto del 1993.
La parte tastieristica fu arrangiata ed eseguita da Nick Rhodes e dal sessionista Matt Thomas, la batteria da Steve Ferrone. La parte strumentale centrale del brano è l'assolo di chitarra, suonato da Warren Cuccurullo.
Il testo di Ordinary World è stato scritto da Simon Le Bon come seconda parte di una trilogia dedicata al suo defunto amico David Miles (le altre due sono Do You Believe in Shame? e Out of My Mind).
La canzone ha vinto un premio Ivor Novello nel maggio 1994 ed è stata cantata da Le Bon con Luciano Pavarotti durante il Pavarotti & Friends in Bosnia nel 1995.
Nel 2005 è stata inclusa nella colonna sonora del film The Pusher. Nel 2009 la band statunitense alternative metal Red ha pubblicato una cover di Ordinary World, contenuta nell'album Innocence & Instinct.
La canzone, inoltre, è utilizzata come sigla finale della trasmissione di Rai 1 Linea blu.

## Video musicale
Il videoclip del brano è stato diretto da Nick Egan e girato presso il giardino botanico della Huntington Library di San Marino (California).

## Tracce
7"
1. Ordinary World – 4:41
2. My Antarctica – 5:06

CD-maxi
1. Ordinary World – 4:43
2. My Antarctica – 5:00
3. Save a Prayer – 5:25
4. The Reflex – 4:23

## Formazione
Duran Duran
- Simon Le Bon – voce
- John Taylor – basso
- Nick Rhodes – tastiera
- Warren Cuccurullo – chitarra

Altri musicisti
- Steve Ferrone – batteria
- John Jones – tastiera

## Classifiche
| Classifica (1993)                | Posizione massima |
| -------------------------------- | ----------------- |
| Australia                        | 18                |
| Austria                          | 15                |
| Belgio (Fiandre)                 | 20                |
| Canada                           | 1                 |
| Francia                          | 6                 |
| Germania                         | 16                |
| Irlanda                          | 3                 |
| Italia                           | 2                 |
| Norvegia                         | 5                 |
| Nuova Zelanda                    | 3                 |
| Paesi Bassi                      | 16                |
| Regno Unito                      | 6                 |
| Stati Uniti                      | 3                 |
| Stati Uniti (adult contemporary) | 14                |
| Stati Uniti (alternative)        | 2                 |
| Stati Uniti (pop)                | 1                 |
| Stati Uniti (radio)              | 3                 |
| Svezia                           | 2                 |
| Svizzera                         | 11                |